# Udaya I
Udaya I fou rei d'Anuradhapura (Sri Lanka) del 901 al 912. Era el germà petit de Sena II.
L'any 880 el seu germà i sub-rei Mahinda va morir després de dedicar bona part de la seva vida a la vida religiosa i fer de benefactor. El va succeir com a sub-rei el seu germà Udaya, el futur Udaya I.
A la mort de Sena II, Udaya I el va succeir i va nomenar nou sub-rei a Kassapa, fill del rei difunt. Llavors Kittaggabohi, fill de Mahinda (germà gran de Udaya I) es va revoltar. Va devastar el país de Ruhunu i va maltractat als monjos a la regió; la rebel·lió fou aviat esclafada per Mahinda, fill del sub-rei Kassapa, i pel comandant en cap de les forces reials Vajiragga. Mahinda va assolir llavors el govern de Ruhunu on es diu que va plantar moltes flors i una presa en el gran riu 
per formar tancs d'aigua per a ús dels habitants. El cap rebel, que havia estat fet presoner, fou enviat al nord per ser empresonat a Anuradhapura.
Udaya sembla que va dedicar bona part de la seva atenció a l'agricultura amb una presa al riu Kadamba (Malwatu-oya, el riu que corre per Anuradhapura) i l'ampliació del tanc de Mayetti.
Udaya va construir un gran temple, el Tumbarup Vihara a Ruhunu, i el va cobrir amb or i plata; la fam va visitar altre cop l'illa i el rei va fer el possible per ajudar els necessitats fent abundants donacions de caritat. Va invertir en bones obres en 11 anys fou de 300.000 peces d'or.
Va morir el 912 i el va succeir Kassapa IV, de la relació del qual amb el rei difunt el Mahavansa i els historiadors singalesos no en diu res, si bé sembla que no era la mateixa persona que Kassapa el fill de Sena II (i per tant nebot de Udaya I), que ja era sub-rei.